# 태권도 라이프 매거진
태권도 라이프 매거진(Taekwondo Life Magazine)은 태권도 전문 매거진으로 미국에서 발행되고 있다. 2016년 미국 올림픽 태권도 코치이자 그랜드 마스터인 박연환이 설립했다.
이 잡지는 전 세계 144개국에서 인쇄 및 디지털로 제공되며 주로 태권도계의 이야기를 다루며 국기원, 세계 태권도 본부, USA 태권도, 세계 태권도 연맹에서 글을 기고한다.